# TR-Tec

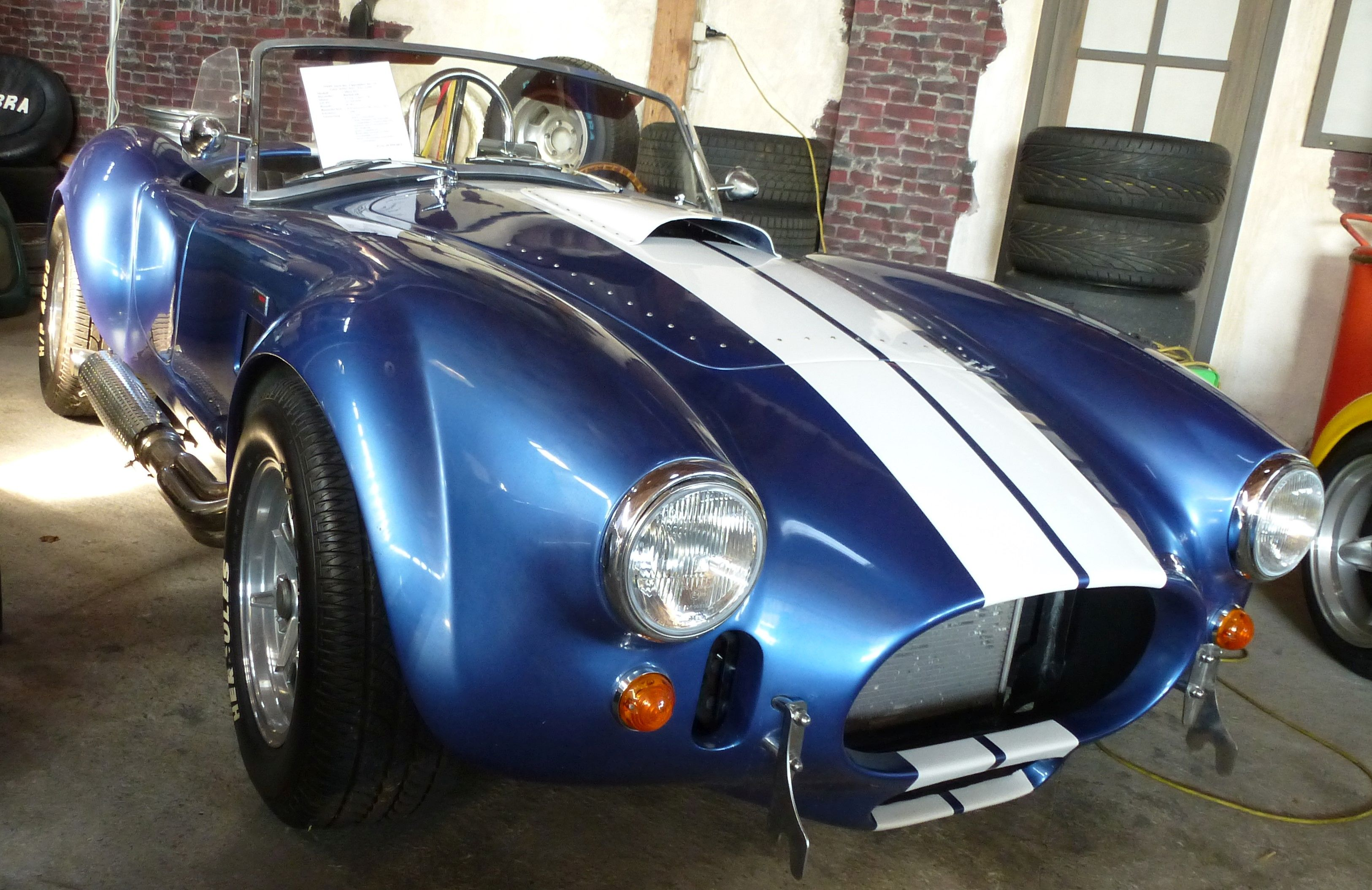
Backdraft Cobra

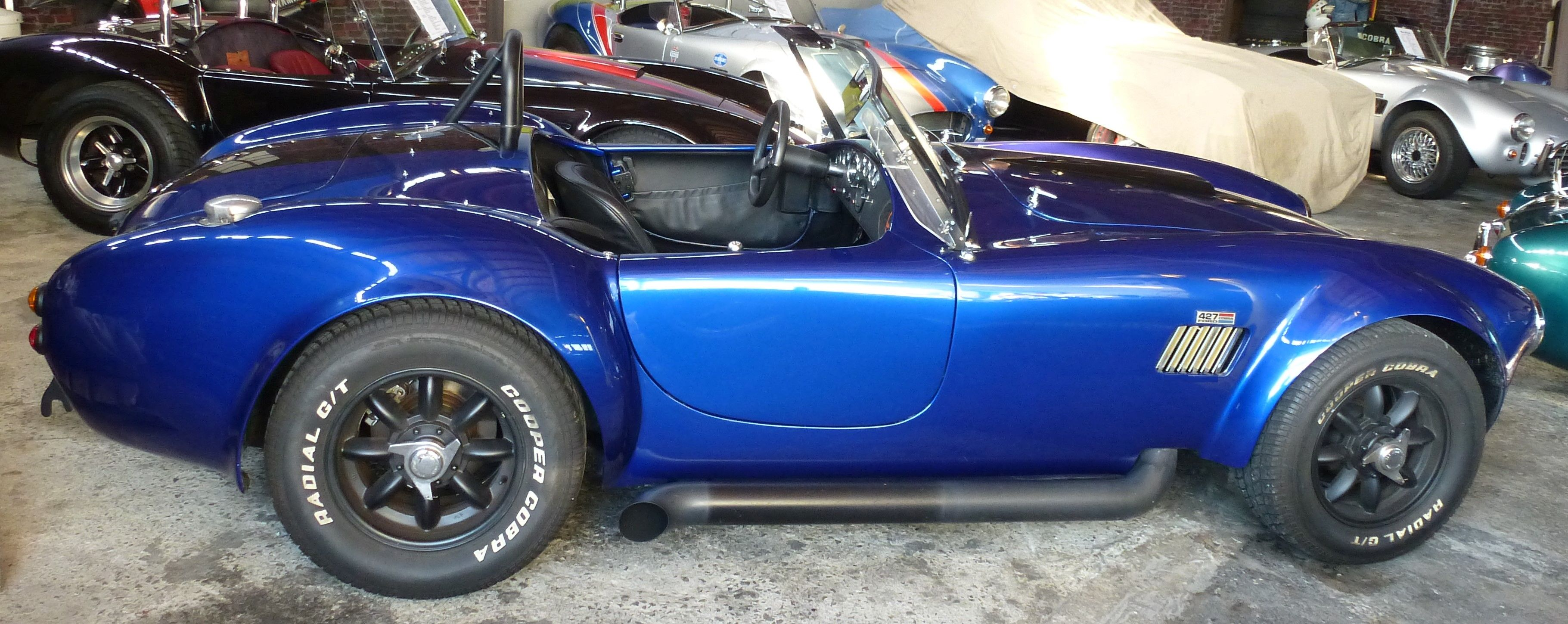
Seitenansicht

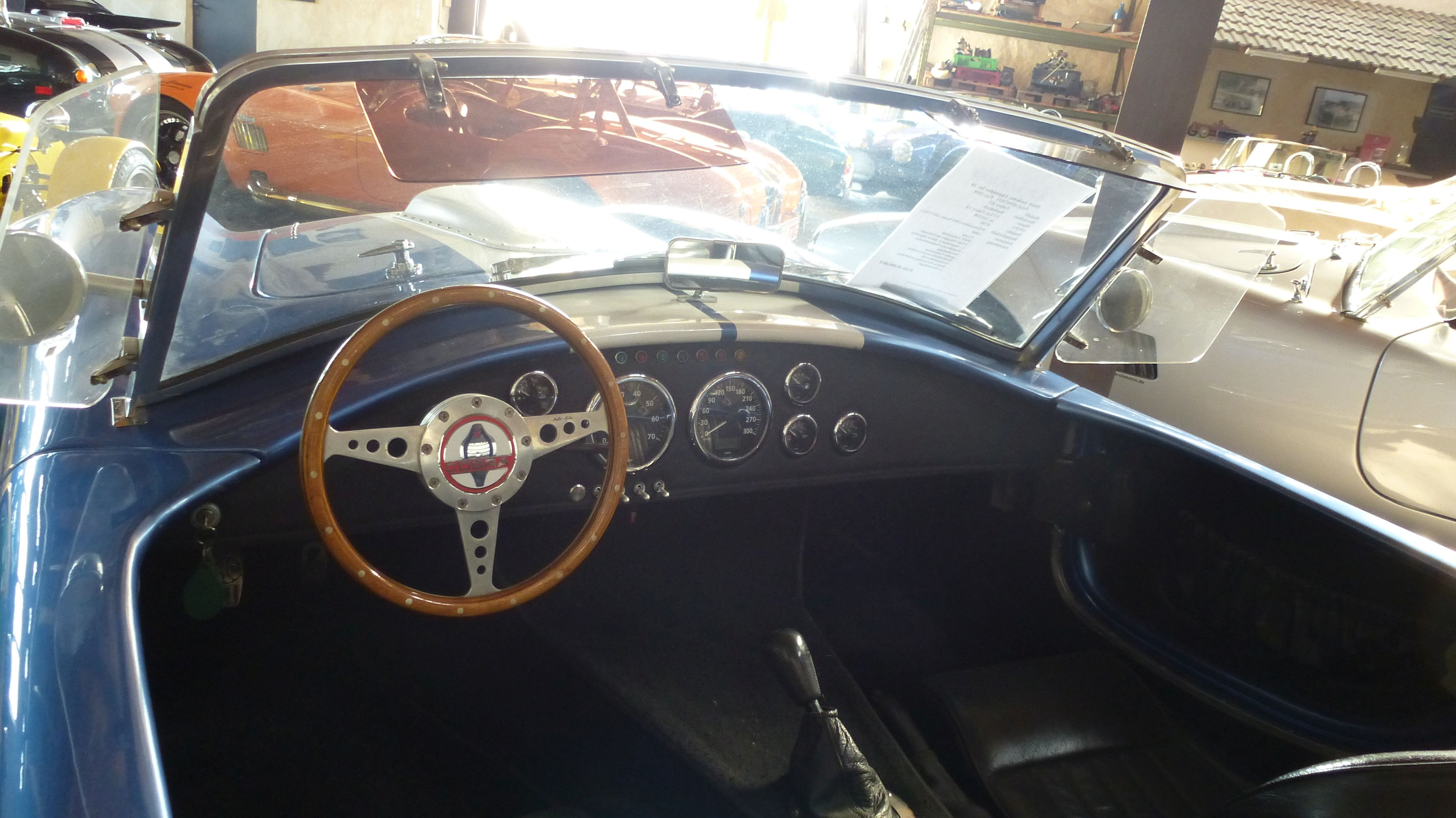
Interieur

TR-Tec (Pty) Ltd. ist ein südafrikanischer Hersteller von Automobilen.

## Unternehmensgeschichte
Das Unternehmen mit Sitz in Durban wurde im Januar 2002 gegründet. Die Entwicklung von Automobilen begann aber bereits im Dezember 2000 und der Verkauf 2001. Der Markenname lautet Backdraft. Hauptabsatzmarkt sind die USA. Das Unternehmen verkaufte 2001 zehn Fahrzeuge und in den beiden Folgejahren jeweils 30. Es gibt zusätzlich eine amerikanische Niederlassung in Boynton Beach, Florida, die als Backdraft Racing firmiert.

## Fahrzeuge
Im Angebot stehen Nachbildungen des AC Cobra. Verschiedene V8-Motoren von Ford mit 5000 cm³ Hubraum und 350 PS Leistung und mit 5800 cm³ Hubraum stehen zur Wahl.